# Alquería fortificada Torre dels Pares
La alquería fortificada Torre de los Padres’, denominada también torreón Alqueria dels Pares', se encuentra ubicada junto a la carretera de Gandía a Daimuz, en término municipal de Gandía, en la comarca de La Safor, de la provincia de Valencia, y está catalogada como Bien de interés cultural con anotación ministerial número 176840 y fecha de anotación siete de julio de 2010.
Es un antiguo edificio fortificado con torre vigía alta (posible datada en el siglo XIV, aunque, probablemente la torre se erigió sobre otra almohade del siglo XI, con fábrica de mampostería y refuerzos de sillares en las esquinas), cuyo nombre puede deberse a que estuvo en posesión de los frailes de la Compañía de Jesús desde el siglo XVI.

## Descripción histórico-artística
La alquería está ubicada en mitad del campo, rodeada por una gran extensión de naranjos. El duque Pedro Luis de Borja la adquirió en 1486 a los hermanos Balaguer (Jaume, Francesc y Miquel), pero en 1609 pasó a manos de la Compañía de Jesús y se adscribió al patrimonio del Colegio-Universidad Jesuita de Gandía. Como durante el siglo XVII los piratas berberiscos solían atacar las poblaciones costeras mediterráneas, los jesuitas tuvieron que proteger la alquería, construyendo una torre vigía. 
La torre se encuentra en el interior del patio adosada al cuerpo residencial de la alquería, aunque con una gran independencia volumétrica. Es de planta rectangular de aproximadamente 5,50 x 6,75 metros de perímetro, con cinco alturas. La cubierta es de cuatro aguas de teja plana. El cuerpo superior presenta una pequeña moldura sobre la que se apoyan tres ventanas, en sus lados norte y sur, rematadas con arcos de medio punto, mientras que en los laterales este y oeste hay cuatro ventanas. 
El resto de la alquería sufrió una profunda remoción a finales del siglo XIX principios del XX. 